# Sergey Afanasyev (engenheiro)

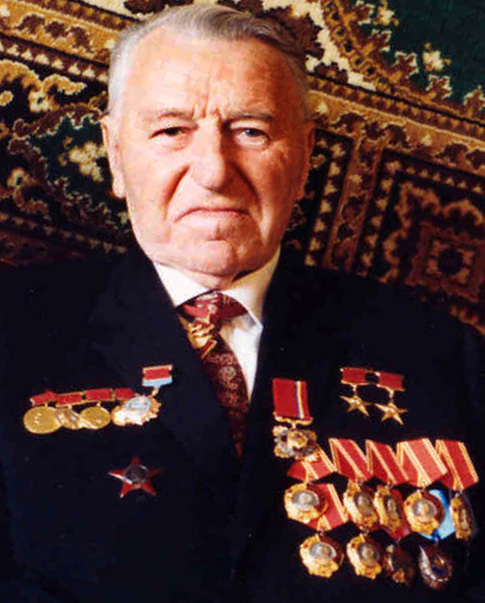
Sergey Afanasyev em 1998. Fotografado por Mikhail Evstafiev

Sergey Alexandrovich Afanasyev (em russo:  Серге́й Алекса́ндрович Афана́сьев; Klin, Oblast de Moscou, 30 de agosto de 1918 – 13 de maio de 2001) foi um engenheiro soviético, executivo da indústria espacial e de defesa, primeiro ministro soviético do Ministério Geral de Construção de Máquinas.

## Vida e carreira
Sergey Afanasyev nasceu na cidade de Klin, no Oblast de Moscou. Graduado pela Universidade Técnica Estatal Bauman de Moscou em 1941, e foi um membro do Partido Comunista da União Soviética (desde 1943). Durante a Segunda Guerra Mundial trabalhou como engenheiro em uma fábrica de armas em Perm, aprendendo a projetar armaduras. Tornou-se um protegido do Ministro da Defesa da União Soviética Dmitri Ustinov, e a partir de 1946 trabalhou no Ministério das Indústrias de Defesa.
Sergey Afanasyev está sepultado no Cemitério Novodevichy.